# Pleospora leptosphaerulinoides
Pleospora leptosphaerulinoides är en svampart som beskrevs av Crivelli 1983. Pleospora leptosphaerulinoides ingår i släktet Pleospora och familjen Pleosporaceae.   Inga underarter finns listade i Catalogue of Life.